# Рост, Клаус
Клаус-Юрген Рост (нем. Klaus-Jürgen Rost; 2 марта 1940, Виттен, Вестфалия — 10 августа 2023, Виттен, Северный Рейн-Вестфалия) — немецкий борец вольного и греко-римского стилей, серебряный призёр Олимпийских игр, 15-кратный чемпион Германии (1959, 1961, 1963, 1964, 1966, 1968—1973 по вольной борьбе, 1963, 1965—1967, 1969 по греко-римской борьбе), участник семи чемпионатов мира и пяти чемпионатов Европы

## Биография
Начал заниматься борьбой в возрасте 11 лет.. В 1958 году победил на чемпионате Германии среди юниоров по вольной борьбе, а в 1959 году стал чемпионом Германии среди взрослых.
В 1963 году стал бронзовым призёром чемпионата мира по греко-римской борьбе.
На Олимпийских играх 1964 года выступал в соревнованиях по вольной борьбе в лёгком весе, и завоевал серебряную медаль.
См. таблицу турнира.
В 1967 году на чемпионате Европы по вольной борьбе был лишь пятым.
На Олимпийских играх 1968 года выступал в соревнованиях как по вольной, так и по греко-римской борьбе. По греко-римской борьбе сумел добраться до четвёртого места, по вольной борьбе выбыл в предварительных встречах.
См. таблицу турнира (LL)
См. таблицу турнира (GR)
В 1969 году остался четвёртым на чемпионате мира по греко-римской борьбе, при этом не проиграв ни одной встречи.
На Олимпийских играх 1972 года выступал в соревнованиях только по вольной борьбе и выбыл в предварительных встречах, причиной чему была травма колена.
См. таблицу турнира
Окончил карьеру в 1973 году, выиграв чемпионат Германии в пятнадцатый раз. После окончания карьеры был тренером в Виттене.
На 2016 год живёт в Виттене, в качестве хобби играет в настольный теннис и разводит голубей.